# SWEEPS-11
SWEEPS-11はいて座の方角に約22000光年に位置する恒星SWEEPS J175902.67-291153.5の周囲を公転する太陽系外惑星である。2006年にSagittarius Window Eclipsing Extrasolar Planet Searchによりトランジット法を用いて発見された。
ホットジュピターに分類され、質量は木星の9.7倍、半径は1.13倍である。ペガスス座51番星bからペガスス座51番星の公転距離の1.75倍近い軌道を43時間で公転する。